# Мартынов, Дмитрий Яковлевич
Дми́трий Я́ковлевич Марты́нов (7 апреля 1906 года, Темрюк — 22 октября 1989 года, Москва) — советский астроном.

## Биография
Учился в Симферопольском университете, откуда для более углублённого изучения астрономии, перешёл в Казанский университет, который окончил в 1926 году. С 1931 по 1951 годы был директором Астрономической обсерватории имени В. П. Энгельгардта, а затем 3 года был ректором Казанского ГУ.
В 1954 году начал работать заведующим кафедрой астрономии в МГУ, а через год возглавил ГАИШ (до 1976 года).
Основные направления научных исследований: тесные двойные системы, планетология и переменные звёзды. Являлся главным редактором «Астрономического циркуляра» (1941—1962) и главным редактором журнала «Земля и Вселенная» (с 1965). Автор «Курса практической астрофизики», «Курса общей астрофизики» (4-е. изд., 1988) и «Сборника задач по астрофизике» (совм. с В.М.Липуновым) (1986).
Президент ВАГО (1960, 1965, 1970—1975) и президент Комиссии № 5 «Документация» Международного астрономического союза (1955—1961).
Похоронен на Востряковском кладбище.

## Признание
- Именем Мартынова названа малая планета 2376 Martynov, открытая Н. С. Черных в 1977 году[2].
- Международный астрономический союз присвоил его имя кратеру Martynov (Мартынов) на Марсе[3].
- В 1945 году Д. Я. Мартынову было присуждено звание заслуженного деятеля науки Татарской АССР, а в 1966 году — заслуженного деятеля науки РСФСР.

- Премия имени Ф. А. Бредихина (1986) — за совокупность учебников: «Курс практической астрофизики» и «Курс общей астрофизики»